# Barbara Krabbe

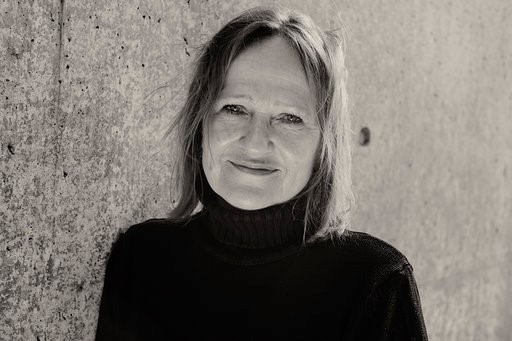
Barbara Krabbe

Barbara Krabbe (* 1953 in Münster) ist eine deutsche Schauspielerin.

## Karriere
Barbara Krabbe absolvierte ihr Schauspielstudium von 1973 bis 1976 an der Folkwang Universität der Künste in Essen/Bochum. Von 1980 bis 1982 studierte sie am Actors Studio in New York City. Ihre Gesangsausbildung erhielt sie in New York bei der zeitweise auch an deutschen Bühnen engagierten Sopranistin Elizabeth Parcells.
Als Theaterschauspielerin interpretierte Krabbe Rollen, die von der klassischen Theaterliteratur bis zum Musical reichten. Zu ihrem Repertoire gehörten Rollen u. a. in Werken von Shakespeare, Ibsen, Brecht/Weill und Ariel Dorfman. Sie spielte im Verlauf ihrer Karriere u. a. die Lisette in Die Juden, die Seeräuber-Jenny in Die Dreigroschenoper, Paulina in Der Tod und das Mädchen, die Elisabeth in Götz von Berlichingen und die Amme Hannah Kennedy in Maria Stuart; im Musical-Bereich verkörperte sie als Hauptrollen die Sally Bowles in Cabaret und die Heiratsvermittlerin Jente in Anatevka (2011–2014 im St. Pauli Theater).
Sie hatte Theater- und Musicalengagements u. a. am Staatstheater Oldenburg, am Staatstheater Kassel, am Opernhaus Hannover, an den Städtischen Bühnen Lübeck und am Opernhaus Kiel. In der Spielzeit 1976/77 spielte sie am Schleswig-Holsteinischen Landestheater in Rendsburg die Regine in einer Produktion von Henrik Ibsens Theaterstück Gespenster. Später hatte sie Engagements u. a. am Altonaer Theater (2003), am Theater Lüneburg während der Intendanz von Jan Aust (Spielzeit 2005/06, als Lyra Schoeppeke in Des Teufels General und als Witwe Bolte im Weihnachtsmärchen Max und Moritz) und am Theater für Niedersachsen in Hildesheim (Spielzeit 2007/08).
Ab 2007 spielte sie in einer Neuinszenierung bei den Burgfestspielen Jagsthausen die allegorische Figur des Barfüßigen, eine „Mischung aus Bänkelsänger, Dorftrottel und Orakel“, in Goethes Götz von Berlichingen; in späteren Jahren spielte sie in einer Neuproduktion des Götz die Rolle der Nonne.
Ab Dezember 2010 gehörte sie am Hamburger Operettenhaus zur Besetzung des Musicals Sister Act. Ab Juni 2011 übernahm sie, als Nachfolgerin von Daniela Ziegler, dort als Vertretungsbesetzung die Rolle der Mutter Oberin. In der Saison 2011/12 stand sie in derselben Produktion als Schwester Mary Lazarus und als Alternativbesetzung wieder als Mutter Oberin auf der Bühne. Später trat Krabbe in diesen Rollen auch bei einer Deutschland-Tournee auf.
In der Spielzeit 2011/12 gastierte sie am Stadttheater Gießen als alte Tante Abby Brewster in der Kriminalkomödie Arsen und Spitzenhäubchen auf. Von Februar bis April 2014 war Krabbe erstmals mit dem Stück Der kaukasische Kreidekreis in einer Produktion des Euro-Studio Landgraf auf Deutschlandtournee. Weitere Tourneen fanden in den Jahren 2016 und 2018 statt.
2015–2016 spielte sie an den Hamburger Kammerspielen in dem Liederabend Sekretärinnen von Franz Wittenbrink auf und übernahm ihre Rolle an der Seite von Tim Grobe, Zazie de Paris, Angela Roy und Tatja Seibt auch in der Wiederaufnahme der Produktion von Mai bis Juli 2017.
Seit 2016 tritt sie regelmäßig bei den Brüder-Grimm-Festspielen in Hanau. Dort war sie u. a. als Narr in Was ihr wollt (2016–2017), als Großmutter in Hänsel und Gretel (2016–2017), als Königinmutter Wilhelmina von Pisumien in Die Prinzessin auf der Erbse (Juni/Juli 2018) und als  Turmair in Der Brandner Kaspar (Juni 2018) zu sehen. Ab Mai 2017 und in der Spielzeit 2017/18 gastierte sie erneut am Theater Lüneburg.
Krabbe stand seit den 80er Jahren gelegentlich auch für Film und Fernsehen vor der Kamera. Sie war in einigen Tatort-Folgen zu sehen und übernahm verschiedene Episoden- und Gastrollen in Fernsehserien und TV-Krimis. In der 5. Staffel der Krimiserie Morden im Norden (2018) spielte sie eine Episodennebenrolle als Mutter eines Tatverdächtigen. Im Hamburger Tatort: Treibjagd (Erstausstrahlung: November 2018) hatte sie einen Kurzauftritt als Tankstellenpächterin an der Seite von Franziska Weisz und Wotan Wilke Möhring. Für ihre Darstellung der Anna in Der Goldene Handschuh wurde sie mit dem Deutschen Schauspielpreis 2019 in der Kategorie Starker Auftritt ausgezeichnet. In der Auftaktfolge der ab September 2022 erstausgestrahlten ZDF-Krimiserie Mordsschwestern – Verbrechen ist Familiensache übernahm Krabbe eine der Episodenrollen als Mutter eines tatverdächtigen Küstenfischers, der sich für strengere Kontrollen von Fischerei-Gesetzen einsetzt.
Krabbe arbeitet auch als Sprecherin für Hörspiele und Hörbücher. In ihrem eigenen Solo-Programm interpretierte sie u. a. Lieder von Edith Piaf. Mit ihrem Piaf-Programm trat sie in vielen Städten in Deutschland und auch in der Schweiz auf. Im November 2014 präsentierte sie ihr Chansonprogramm „Hafenkneipe … durch die Fensterscheiben aber träumt ein Schatten“.
Krabbe lebt in Hamburg.

## Filmografie
- 1986: Novemberkatzen (Kinofilm)
- 1989: Peter Strohm: Tod eines Freundes (Fernsehserie, eine Folge)
- 1990: Tatort: Blue Lady (Fernsehreihe)
- 1992: Tatort: Camerone (Fernsehreihe)
- 1994: Freunde fürs Leben: Irrenhaus (Fernsehserie, eine Folge)
- 2006: SOKO Leipzig: Der Müllmann (Fernsehserie, eine Folge)
- 2017: Die Pfefferkörner: Nächstes Level (Fernsehserie, eine Folge)
- 2018: Morden im Norden: Zweite Chance (Fernsehserie, eine Folge)
- 2018: Tatort: Treibjagd (Fernsehreihe)
- 2018: Hanne (Fernsehfilm)
- 2019: Der Goldene Handschuh (Kinofilm)
- 2020: Polizeiruf 110: Söhne Rostocks (Fernsehreihe)
- 2021: SOKO Wismar: Die Kneipe (Fernsehserie, eine Folge)
- 2022: Trügerische Sicherheit (Fernsehfilm)
- 2022: Mordsschwestern – Verbrechen ist Familiensache: Schwarzer Fisch (Fernsehserie, eine Folge)